# 哀憑歌 〜CHI-MANAKO〜
『哀憑歌 〜CHI-MANAKO〜』（あいひょうか 〜ち-まなこ〜）は、金丸雄一監督のデビュー作。田畑智子主演。2008年3月22日公開。

## 哀憑歌 〜CHI-MANAKO〜

### 概要
物欲にまみれたナンバーワンホステス美咲（田畑智子）は、ある日道端で一羽のウサギを拾う。そこから巻き起こる身も凍る恐怖の物語。
アニマル・パニック・ホラー『哀憑歌』シリーズ3部作の第1弾として製作され、2008年3月20日、ゆうばり国際ファンタスティック映画祭2008のフォーラムシアター部門へ応募し、初公開された。主演の田畑智子は本作がホラー映画初挑戦となる。
続編（オリジナルビデオ）には『哀憑歌 〜NU-MERI〜』（木下あゆ美主演、2008年9月25日発売）、『哀憑歌 〜GUN-KYU〜』（小松千春主演、2008年10月25日発売）も制作されている。

### キャスト
- 田畑智子：美咲
- 益子梨恵
- 出合正幸
- 木下あゆ美
- 石川紗彩
- 永倉大輔
- 街田しおん
- 剛州
- 辰巳佳太
- 蟹江一平
- 山本修
- 水上竜士
- 小松千春
- 吉野紗香
- 池内博之 （友情出演）
- 石井愃一 （友情出演）
- 山田辰夫
- 戸田菜穂
- 根岸季衣
- 峰岸徹

### スタッフ
- プロデューサー：崎本志穂、辰巳佳太、林田昌爵
- 監督・編集：金丸雄一
- 撮影：釘宮慎治
- 特殊造形：松井祐一

## 哀憑歌 〜NU-MERI〜
『哀憑歌』シリーズ2作目。木下あゆ美主演。

### キャスト
- 木下あゆ美：マリ(老舗の魚屋の看板娘)
- 虎牙光揮
- 高田郁恵：奈々子(マリの友人)
- 仁科克基
- 蟹江一平
- 中村知世
- 篠山輝信
- 吉野紗香
- 小松千春
- 田畑智子
- 斎藤洋介
- 伊吹剛
- 峰岸徹

### スタッフ
- プロデューサー：崎本志穂、辰巳佳太、林田昌爵
- 監督：金丸雄一
- 編集：GONZALLEZ
- 撮影：釘宮慎治
- 特殊造形：松井祐一

## 哀憑歌 〜GUN-KYU〜
『哀憑歌』シリーズ3作目。小松千春主演。

### キャスト
- 小松千春：香菜子(首都海洋大学 海洋生物研究の講師)
- 池内博之
- 石川紗彩
- 剛州
- 辰巳佳太
- 木下あゆ美
- 虎牙光揮
- 吉野紗香
- 仁科克基
- 斎藤洋介
- 戸田菜穂
- 田畑智子
- 山田辰夫
- 佐藤允

### スタッフ
- 監督・原案・脚本：金丸雄一
- 企画：佐藤博彦、山本ほうゆう
- プロデューサー：辰巳佳太、林田昌爵
- VFXプロデューサー：平興史(クロフネプロダクト)
- 音楽：MOKU(M2 Music)
- 主題歌：「Dance with ghosts」加納望
- エンディング・ソング：「Ayla」Chagra
- 撮影：釘宮慎治
- 照明：館野秀樹
- 美術：津留啓亮(フジアール)
- 装飾：尾関広臣(フジアール)
- 録音：山田幸治
- 整音：矢野正人
- 音響効果/選曲：伊藤克己
- オフライン編集・アバンタイトル：GONZALLEZ
- オンライン編集：吉野雄二
- VFXディレクター：永見康明(クロフネプロダクト)
- 特殊造形：松井祐一
- 殺陣：門脇亨
- キャンスティング：金砺賢児
- 製作担当：土田守洋
- 助監督：甲斐聖太郎
- アバンアート・スーパーバイザー：高橋紀成
- 題字・アバンアート：更科あかね
- 製作：サテライト、GPミュージアムソフト
- 製作協力：メディア・ワークス
- 制作：ケイズファクトリー、ダックウィード